# Bovey
Rijeka Bovey izvire na istočnoj strani Dartmoora u grofoviji Devon u jugozapadnoj Engleskoj i najveća je pritoka rijeke Teign. Rijeka ima dva glavna izvora, oba izviru unutar milje jedan od drugoga, s obje strane ceste B3212 između Moretonhampsteada i Postbridgea, prije nego što se spoje u Jurstonu.
Rijeka teče oko dvije milje sjeverno od izvora prije nego što skrene u općenito jugoistočnom smjeru. Prolazi pored sela North Bovey, teče kroz Lustleigh Cleave između sela Manaton i Lustleigh, a zatim kroz grad Bovey Tracey . Spaja se s rijekom Teign na granici između župa Teigngrace i Kingsteignton, oko milju južno od sela Chudleigh Knighton.

## Porječje
Porječje rijeke proteže se na zapad do Chagford Commona, pokraj Hookney Tora i ceste od Fordgatea do Hound Tora. Na jugu, vododjelnica je s rijekom Lemon i ide od Hemsworthy Gatea do Haytor Rocksa, pokraj Brimleya i sjeverno od Stover Country Parka.
Istočna granica ide između Chudleigh Knightona i Doccombea, a na sjeveru se proteže linijom od malo izvan Moretonhampsteada do Meldon Hilla, južno od Chagforda.

## Pritoci
Dvije su glavne pritoke, jedna je Becka Brook, izvire u blizini Hound Tora, teče kroz Becky Falls i spaja se s Boveyem odmah ispod Trendlebere Downa. Drugi je Wray Brook koji počinje sjeverno od Moretonhampsteada i spaja se s Boveyem južno od Lustleigha.

## Etimologija
Rijeka je dobila ime po formaciji Bovey, geološkom sedimentnom bazenu koji je glavni izvor kuglaste gline u Engleskoj.
Gradovi North Bovey i Bovey Tracey dobili su ime po rijeci, kao i Bovey Castle, luksuzni hotel blizu rijeke izvan North Boveya.

## Vanjske poveznice
|  | Zajednički poslužitelj ima još gradiva o temi Bovey |